# Pio Lobetti Bodoni
Pio Lobetti Bodoni (Saluzzo, 29 luglio 1867 – Torino, 2 febbraio 1949) è stato un ammiraglio italiano, che dopo essersi distinto nel corso della guerra d'Eritrea e nella guerra italo-turca, durante il primo conflitto mondiale fu comandante della nave da battaglia Giulio Cesare, dell'arsenale di La Spezia e ricoprì l'incarico di Comandante superiore delle Forze navali in Albania. Fu decorato con la Croce di Ufficiale dell'Ordine militare di Savoia e la Croce di guerra al valor militare.

## Biografia

La nave da battaglia Enrico Dandolo in una foto del 1894.

Nacque a Saluzzo (provincia di Cuneo) il 29 luglio 1867, e arruolatosi nella Regia Marina nel 1881 iniziò a frequentare la Regia Accademia Navale di Livorno da cui uscì nel 1886 con il grado di guardiamarina. Prese parte durante la guerra d'Eritrea alla campagna d'Africa del 1889 e a quella successiva del 1891, imbarcato rispettivamente sull''avviso Archimede e sulla cannoniera Scilla.
Successivamente con il grado di capitano di corvetta, al comando dell'avviso Marcantonio Colonna, svolse un'importante missione idrografica sul litorale di Massaua, intervenendo poi sulla costa dell'Arabia a protezione dei connazionali italiani.
Nel corso della guerra italo turca del 1911-1912, cui prese parte con il grado di capitano di fregata, al comando dell'ariete torpediniere Puglia, si distinse operando principalmente nel Mar Rosso affondando una cannoniera turca e provocando il disarmo di altre tre, meritando, per l'attività bellica, svolta la Croce di Cavaliere dell'Ordine militare di Savoia.
L'entrata in guerra dell'Regno d'Italia nel primo conflitto mondiale, avvenuta il 24 maggio 1915, lo trovò, con il grado capitano di vascello, al comando della nave da battaglia Giulio Cesare, incarico che tenne fino al 1917, quando, con la promozione al grado di contrammiraglio assunse la direzione dell'arsenale di La Spezia.
Nel 1918 assunse il comando superiore delle Forze navali in Albania, alzando la sua insegna sulla corazzata Dandolo, prendendo parte alle operazioni per l'occupazione del litorale albanese e contribuendo validamente ad appoggiare le operazioni degli alleati e delle truppe italiane in quel teatro di guerra, meritando la Croce di Ufficiale dell'Ordine militare di Savoia e la Croce di guerra al valor militare.
Al termine del conflitto dal 1919 al 1923 comandò l'Accademia Navale; nel 1920 fu a capo della divisione navale d'istruzione. Nel 1923, promosso viceammiraglio, fu nominato comandante in capo del Dipartimento militare marittimo di Napoli e nel 1925 del Dipartimento militare marittimo di La Spezia.
Nel 1926 lasciò il servizio attivo, con il grado di ammiraglio di squadra, in seguito al cambio della denominazione del grado per effetto della Legge 8 giugno 1926 n. 1178. Morì a Torino il 2 febbraio 1949.